# بخش کاردینگتون (شهرستان مورو، اوهایو)
بخش کاردینگتون (به انگلیسی: Cardington Township) یک منطقهٔ مسکونی در ایالات متحده آمریکا است که در شهرستان مورو، اوهایو واقع شده‌است.
 بخش کاردینگتون ۶۱٫۷ کیلومتر مربع مساحت و ۳٬۰۹۵ نفر جمعیت دارد و ۳۰۴ متر بالاتر از سطح دریا واقع شده‌است.